# Kpoba
Kpoba ist eine Ortschaft und ein Arrondissement im Departement Couffo im westafrikanischen Staat Benin. Es ist eine Verwaltungseinheit, die der Gerichtsbarkeit der Kommune Djakotomey untersteht.

## Demografie und Verwaltung
Gemäß der Volkszählung 2013 des beninischen Statistikamtes INSAE hatte das Arrondissement 9603 Einwohner, davon waren 4539 männlich und 5064 weiblich.
Von den 85 Dörfern und Quartieren der Kommune Djakotomey entfallen sechs auf Kpoba:
1. Bahoué
2. Fantchoutchéhoué
3. Kpoba
4. Mekpohoué
5. Nakidahohoué
6. Zohoudji